# (4172) Rochefort
Pour les articles homonymes, voir Rochefort.
(4172) Rochefort est un astéroïde de la ceinture principale découvert le 20 mars 1982 à l'observatoire de La Silla par l'astronome belge Henri Debehogne. Sa désignation provisoire était 1982 FC3.
Il porte le nom de la ville belge de Rochefort.